# Vincenzo Michelotti
Vincenzo Romano Michelotti (Borgo Maggiore, 13 novembre 1996) è un ex sciatore alpino ed ex calciatore sammarinese.

## Biografia

### Carriera sciistica
Attivo in gare FIS dal novembre del 2011, nel 2012 è stato l'unico sammarinese, e quindi portabandiera, ai I Giochi olimpici giovanili invernali di Innsbruck, dove ha chiuso 36º nello slalom gigante e non ha terminato lo slalom speciale. Nello stesso anno ha preso parte ai Mondiali juniores di Roccaraso, chiudendo 55º nello slalom speciale e non terminando lo slalom gigante. Nel 2013 ha debuttato ai Campionati mondiali: nella rassegna iridata di Schladming è arrivato 82º nello slalom gigante e non ha finito la gara di qualificazione allo slalom speciale. Sempre nel 2013 ha preso parte all'XI Festival olimpico invernale della gioventù europea di Brașov, non terminando né lo alalom gigante né lo slalom speciale.
A 17 anni ha partecipato ai XXII Giochi olimpici invernali di Soči 2014, sua unica presenza olimpica: dopo esser stato portabandiera di San Marino durante la cerimonia di apertura, ha preso parte allo slalom gigante, non terminando la prima manche. Si è ritirato durante la stagione 2014-2015 e ha disputato le sue ultime gare in carriera ai Mondiali di Vail/Beaver Creek: lo slalom gigante del 13 febbraio e la gara di qualificazione allo slalom speciale del 15 febbraio, in entrambi i casi senza completare la prova. Non ha debuttato né in Coppa Europa né in Coppa del Mondo.

### Carriera calcistica
Ha praticato anche il calcio, disputando tra l'altro tre gare con la Nazionale Under-17 di calcio di San Marino nel 2012.